# Costa des Pins
Costa des Pins (standardkatalanisch Costa dels Pins, kastilisch Costa de los Pinos ‚Kiefernküste‘) ist eine Siedlung auf der spanischen Baleareninsel Mallorca. Sie befindet sich an der Ostküste der Insel in der Region (Comarca) Llevant. Im Jahr 2016 hatte Costa des Pins 180 Einwohner.

## Lage
Costa des Pins liegt im Gemeindegebiet von Son Servera an der Nordseite der Badia de Son Servera („Bucht von Son Servera“), einer Meeresbucht im Nordosten Mallorcas. Die Siedlung reicht vom Torrent de Son Jordi im Westen bis zum etwa 2,5 Kilometer entfernten Cap des Pinar an der nordöstlichen Begrenzung der Bucht. Nördlich von Costa des Pins erheben sich die bis zu 317 Meter hohen Serra de Son Jordi, auf deren Höhengrat die Gemeindegrenze zu Capdepera verläuft. Über den 151 Meter hohen Pass Coll Baix führt ein unbefestigter Weg ins nordöstliche Canyamel. Verkehrstechnisch ist Costa des Pins von Südwesten auf der Straße von Port Vell zu erreichen. Von der Ortsmitte fährt täglich zwischen 9 Uhr und 19 Uhr, in den Sommermonaten bis 21 Uhr, eine Wegebahn nach Cala Millor.

## Beschreibung

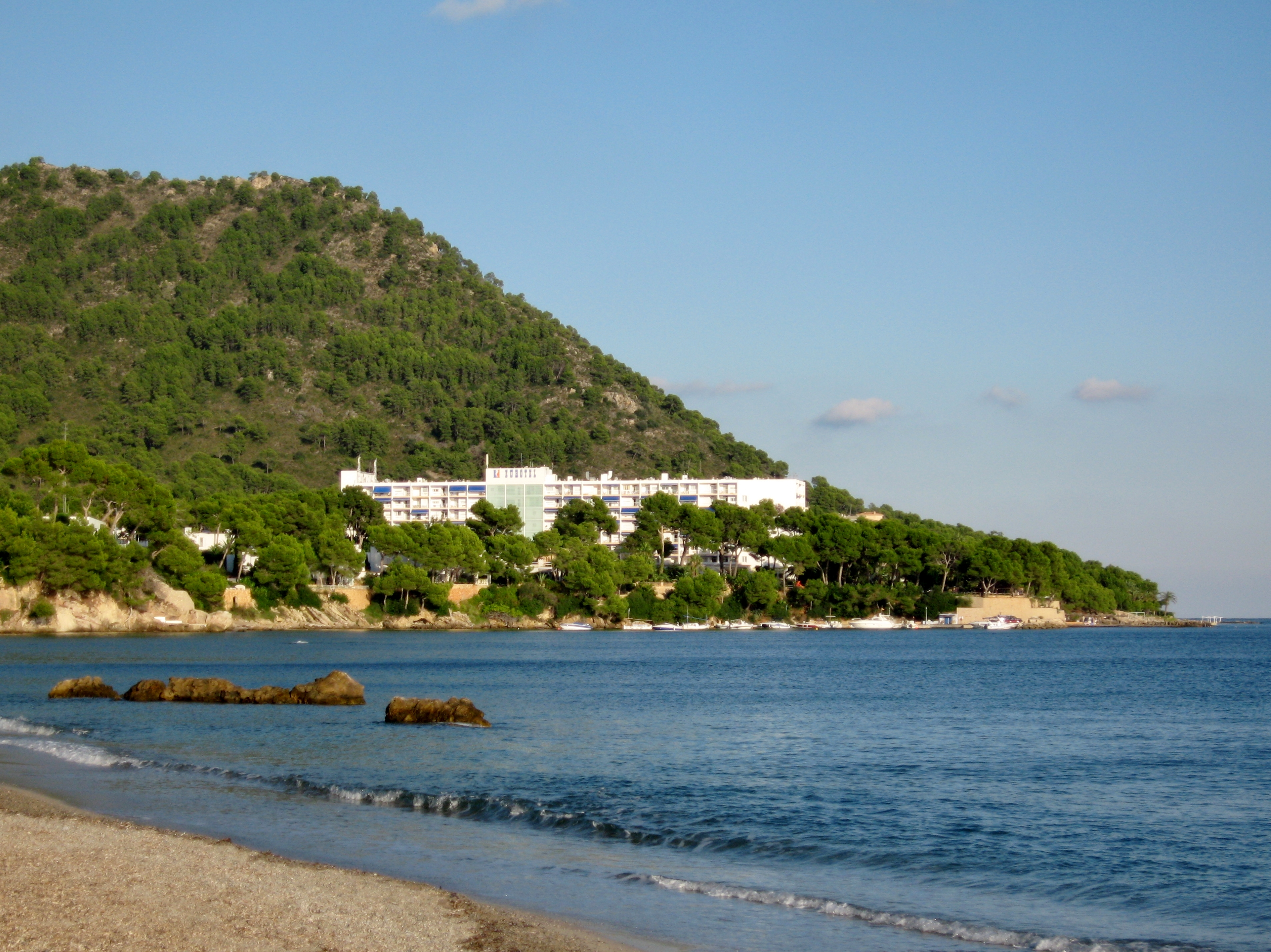
Eurotel Punta Rotja

Auf eine vorgeschichtliche Besiedlung des Gebietes von Costa des Pins weist die 1,5 Kilometer südwestlich gelegene Ausgrabungsstätte von Mestre Ramon. Die Siedlung selbst entstand erst Anfang der 1960er Jahre im Gebiet der Muntanyes de Son Jordi, nachdem das von dem Architekten Miguel Fisac entworfene Eurotel Punta Rotja errichtet worden war. Das 1966 eröffnete achtgeschossige Hotel dominiert bis heute die umliegenden Gebäude, bei denen es sich fast ausschließlich um unter Kiefern stehende Einfamilienhäuser bzw. Villen handelt.
Ein Jahr nach dem Eurotel Punta Rotja ging 1967 der Golfplatz des Club de Golf de Son Servera in Betrieb. Er zieht sich an der Nordwest- und Nordseite von Costa des Pins vom Torrent de Son Jordi bis an den Fuß des 246 Meter hohen Puig des Moro entlang. Der Golfplatz schränkte das Wachstum der Siedlung wesentlich ein, so dass ihre größte Breite von der Küste nach Norden nur etwa 450 Meter beträgt. Viele der rund 250 Häuser wurden an den Hängen der Steilküste errichtet und werden nicht dauerhaft bewohnt. Sie dienen vor allem spanischen und deutschen Staatsbürgern als Sommerresidenzen. Das Zentrum von Costa des Pins bildet ein freier Platz zwischen der Carrer des Golf und der Avinguda des Pinar, an dessen Ostseite sich einige Geschäfte befinden.
An der Küste von Costa des Pins liegen zwei wenig besuchte Sandstrände und ein Felsenstrand. Der größte von ihnen, es Ribell, begrenzt die Siedlung nach Südwesten und geht in den weitläufigeren Strand von sa Marjal über. Der kleine Sandstrand von es Rajolí ist über eine Treppe von der Carrer de sa Font zu erreichen. Die felsige Badestelle der Caló des Torrent des Morts, ebenfalls über eine Treppe zu begehen, befindet sich fast am Ostende der Siedlung an der Mündung eines Sturzbaches. Ganz im Osten von Costa des Pins wurde 2017 der restaurierte Aussichtspunkt (Mirador) für die Öffentlichkeit wieder freigegeben. Von hier ist die gesamte Bucht der Badia de Son Servera bis zur Halbinsel Punta de n’Amer zu überblicken.

Ansichten der Siedlung
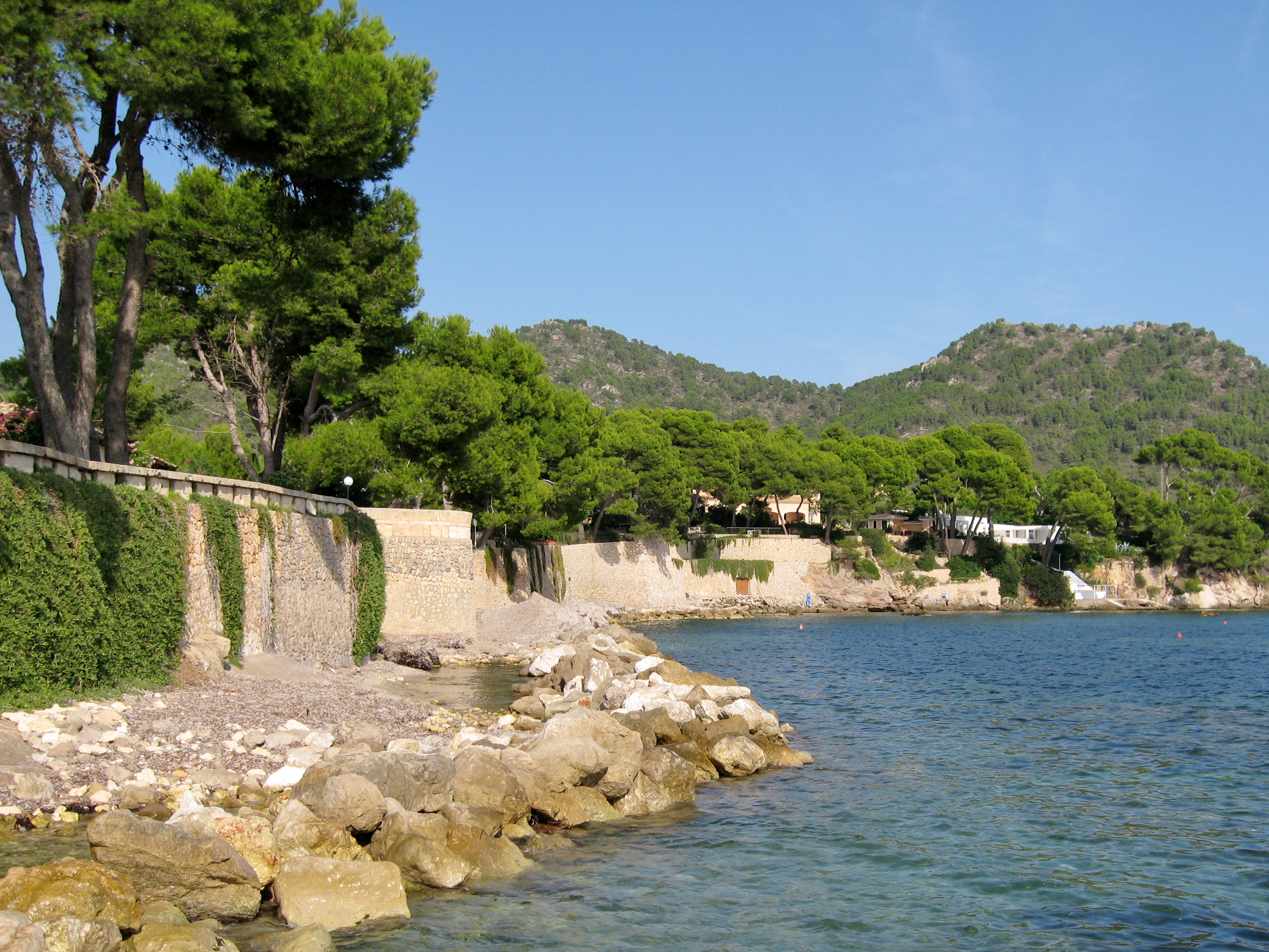
Westliche Küste
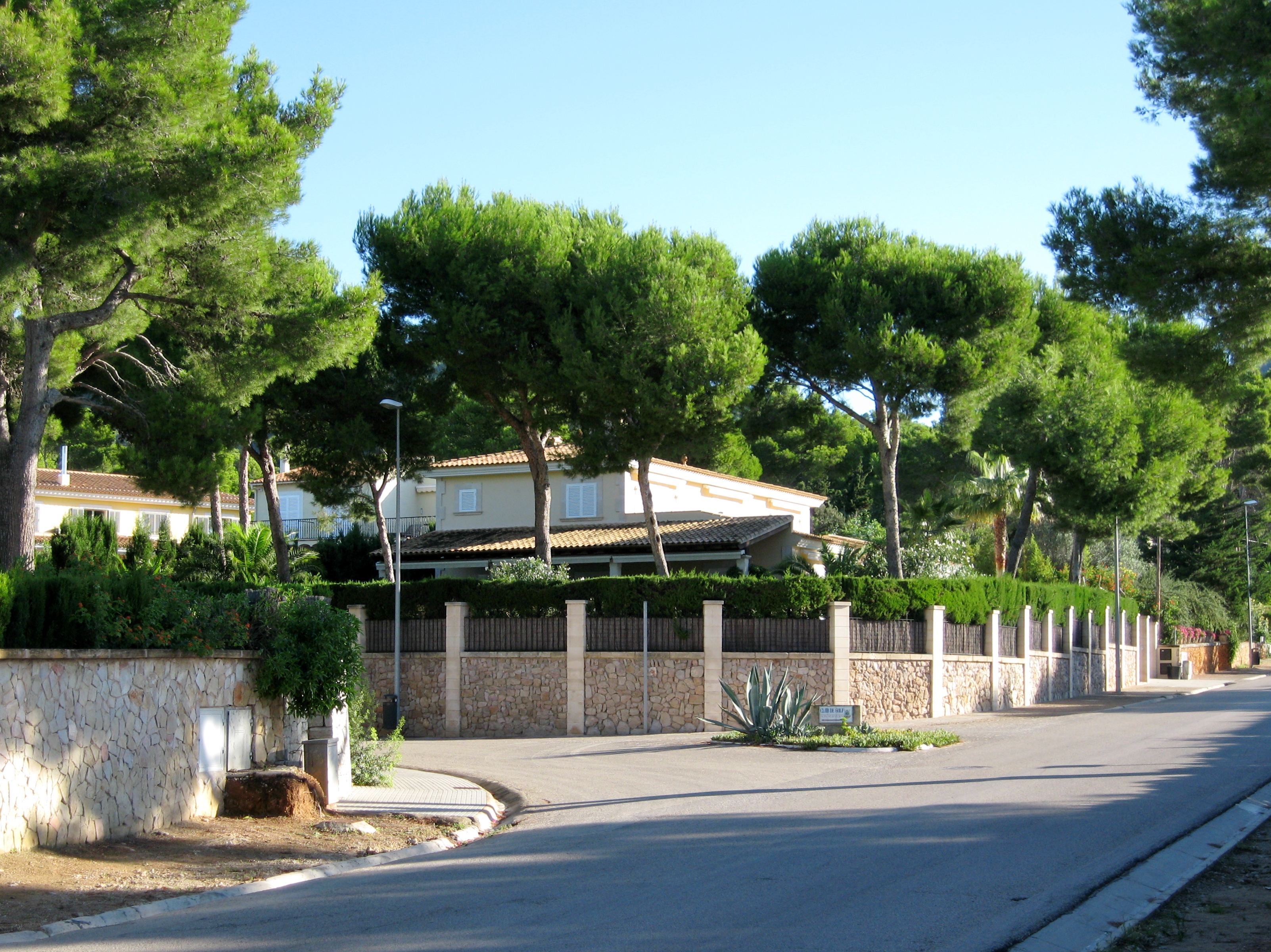
Siedlungsstraße
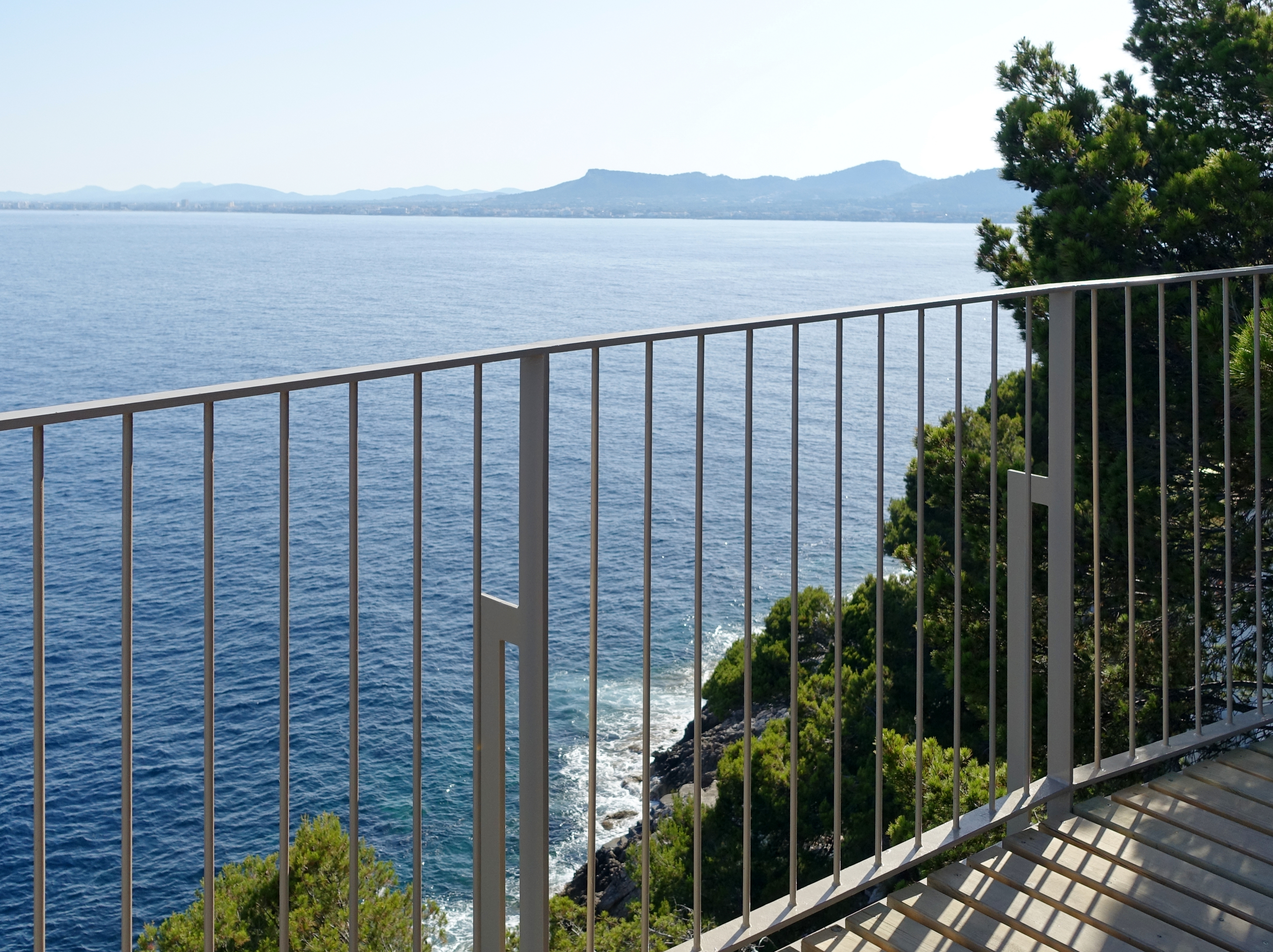
Aussichtspunkt
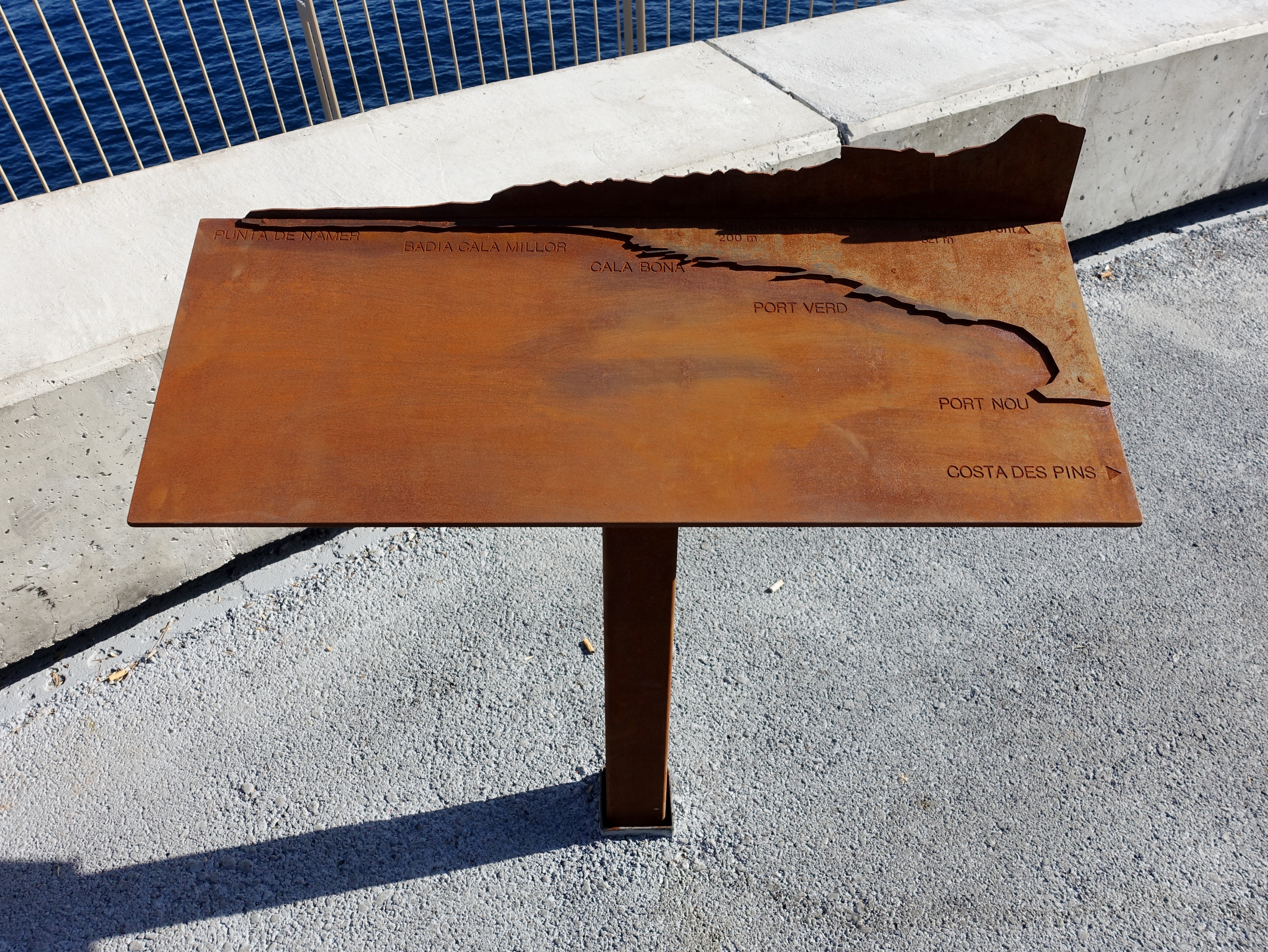
Hinweistafel

## Sonstiges
Der oberste Gerichtshof von Mallorca entschied im Jahr 2013, dass der ehemalige Chefredakteur der Tageszeitung El Mundo Pedro J. Ramírez, der ein Sommerhaus in Costa des Pins besitzt, seinen auf einem Felsvorsprung unmittelbar über dem Meer privat errichteten Swimmingpool der Öffentlichkeit freigeben muss. Der Standort des Schwimmbeckens entspricht nicht dem Küstengesetz (Ley de Costas) von 1988, das für Privatgrundstücke einen bestimmten Abstand vom Meer vorschreibt.